# 賓·科士打 (足球運動員)
本·福斯特（英語：Ben Foster，1983年4月3日—），出生於利明頓溫泉市，是一名英格蘭職業足球員，司職守門員。
賓·科士打曾效力曼聯、史篤城、禾域克競賽會、布里斯托城、京达米士特及域斯咸。

## 球會生涯

### 史篤城
賓·科士打於2000年在禾域克競賽會開始了他的足球生涯。2001年4月25日他轉會至史篤城，在他效力史篤城期間，他外借至布里斯托城、泰沃頓、史塔夫流浪、京達米士特和域斯咸。2003年，賓·科士打與他的弟弟在打乒乓球時，他不幸弄傷十字韌帶，令他休戰6個月才能復出。

### 曼聯
曼聯領隊費格遜在2005年觀看其兒子達倫·費格遜代表域斯咸出戰LDV盃決賽時，留意到域斯咸正選門將本·福斯特的表現，而最終域斯咸也得到了錦標。曼聯近年一直為尋找舒米高的後繼人而煩惱，在侯活表現有欠說服力下，費格遜決定簽入年輕的賓科士打（轉會費為100萬英鎊，雖然他從未替史篤城一線隊上陣），希望他終有一日會成為球隊正選。

#### 外借屈福特
其後他於2005年8月1日外借至英冠的屈福特，屈福特經理安迪·布思羅伊德聲稱，他的狀態比曼聯門將雲達沙還要好，並認為「他將是在世界上最好的守門員」，費格遜亦指出，賓·科士打會是未來將會接替門將雲達沙的最佳人選。此外，在英冠附加賽中以3-0擊敗列斯聯，替球隊正式升上英格蘭足球超級聯賽作賽。另外，屈福特經理安迪布·思羅伊德表示，希望科士打於租借至屈福特的第三個賽季繼續留下，為屈福特於2006-07的賽季作賽。但在2007年1月時，當費格遜宣布打算把科士打召回曼聯，於本賽季後重返奧脫福球場的報導傳出後，立即使屈福特希望把科士打留下的期望破滅了。

#### 重返曼聯
2007年季後賓·科士打為受傷患困擾的右膝蓋十字韌帶動手術，整季大部份時間都養傷。直到2008年3月15日，因正選門將雲達沙受傷而二號門將古斯錫被罰停賽，他才首次上陣對打比郡其後英超對保頓的賽事。
2009年3月1日，联赛杯决赛對熱刺，擔任正選的福斯特在比賽中撲救艾朗·連儂的近射，經加時後雙方仍然踢成0-0平手，互射十二碼前賓科士打與守門員教練艾歷·史迪尼（Eric Steele）利用iPod一同重溫熱刺球員射十二碼的習慣，結果首球即扑出奥哈拉（Jamie O'Hara ）的点球，帮助球队夺冠，賽後獲選決賽最佳球員「阿倫·赫德加獎」（Alan Hardaker Man of the Match Award）。在餘下球季賓·科士打成為曼聯二號門將，於7月7日與球會續約四年。2009/10年球季季初在雲達沙受傷時，賓·科士打為曼聯把守獨木關，惟其不穩定的表現一直備受批評，雖然在對曼城時犯錯仍獲費格遜投以信心一票；但10月3日對新特蘭又再嚴重犯錯後終於被貶。

### 伯明翰城

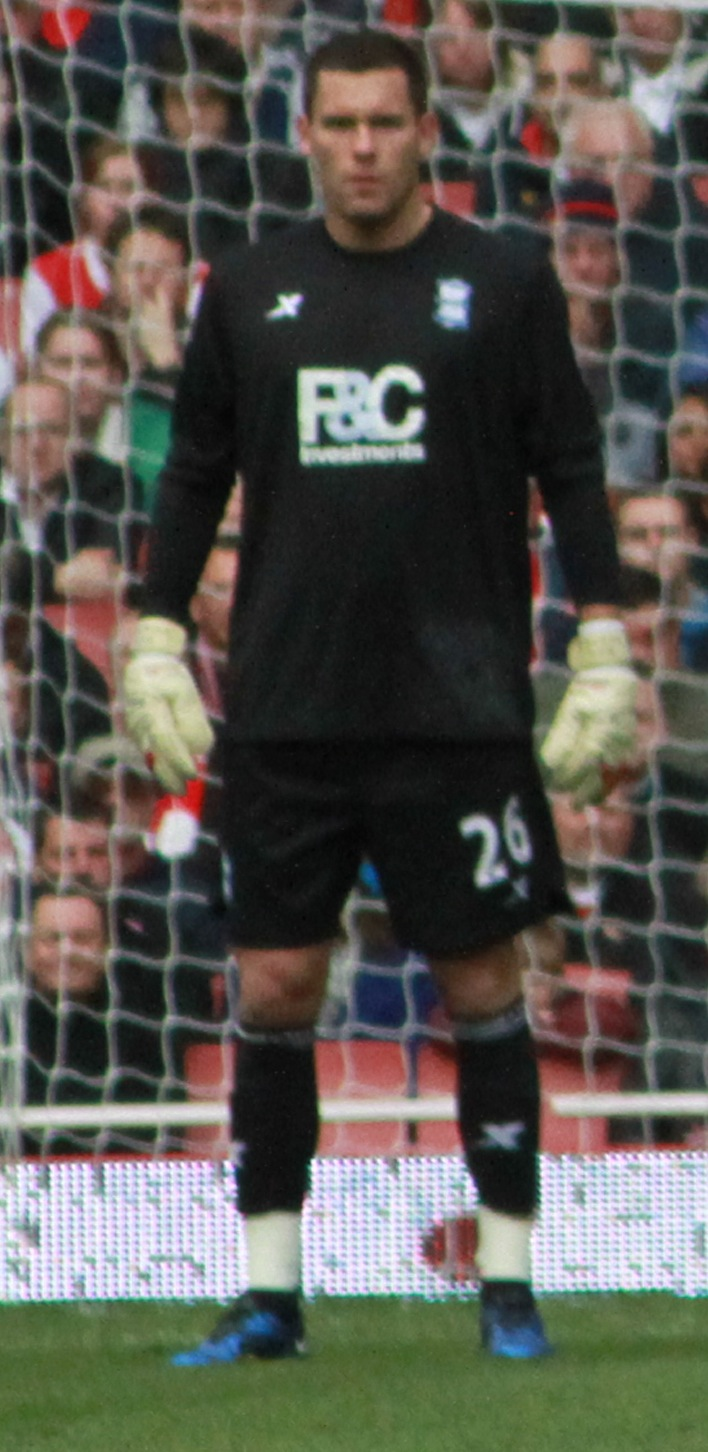
賓科士打2010年時為伯明翰城上陣

2010年5月19日賓·科士打轉投伯明翰城，轉會費600萬鎊，簽約三年。
賓·科士打加盟伯明翰城後表現出色，季初已傳出卡比路會挑選他進入國家隊。2011年2月27日於英格蘭聯賽盃決賽對阿仙奴一仗中，賓·科士打表現極為出色，令伯明翰以2-1擊敗阿仙奴奪冠，更獲選為全場最佳球員，是首位兩次獲獎的球員。
2011年7月29日伯明翰城與西布朗進行球員交換，借用對方威爾斯門將米希爾，而賓·科士打則反方向轉投西布朗，為期一個球季。

### 西布朗

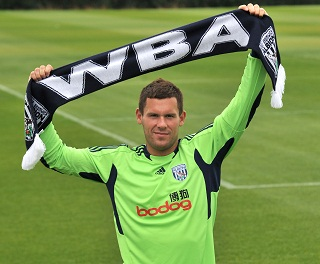
科士打在2011年首次在西布朗以球員身份亮相

2012年6月29日，賓·科士打正式加盟西布朗並簽署三年合約另加兩年優先續約權，轉會費金額沒有透露。
經歷了表現出色的2016至17賽季後，科士打獲英格蘭足球記者協會提名FWA足球先生，也被西布朗球迷選作當季最佳球員。

### 重返屈福特
隨着西布朗降班到冠軍聯賽，科士打在2018年7月5日以兩年合約重投另一隊英超球隊屈福特。

### 重返域斯咸
2022年9月15日，39歲的賓科士打在勸退紐卡素的邀約後宣告從職業生涯中退役。隨着正選門將羅布‧蘭頓受傷，正身處全國聯賽謀求升班的域斯咸在23年3月23日成功說服他以短期合約形式復出披甲。兩日後科士打於主場3比0戰勝約克城一役完成他的處子戰。其後他在4月10日對諾士郡榜首大戰中撲出補時階段的12碼，保住3比2的寶貴勝果，讓球隊在爭標直路取得3分領先優勢。4月22日域斯咸擊敗第6位的波利咸提早一輪贏得聯賽冠軍，正式宣告重返英格蘭職業聯賽。
2023年6月9日域斯咸與科士打續簽了一年的新合約。球隊在季初並未能止住失球數字，並經歷一個非常不穩的開局。8月20日域斯咸在第4輪主場僅以5比5逼和排14位的史雲頓，一連串失球讓科士打認為自己已到了無法回復至佳狀態的年紀(縱使更大程度該歸咎於暮林倦勤及後防尚未適應英乙強度)，因此決定再一次從職業足球宣告退役。

## 國際賽生涯
由於羅拔格連在對陣白俄羅斯的熱身賽中受傷，科士打於2006年5月26日首次獲英格蘭徵召到06年世界杯的候補名單。隨後屈福特續簽了科士打的租借期，他旋即被徵召到史提夫·麥卡倫首張國家隊名單中，作為對陣希臘友誼賽的三位門將之一。自從獲首次徵召後科士打均在每一期英軍名單榜上有名，並於07年遭遇大傷前完成其國家隊處子戰，該場2月7日的友誼賽中英格蘭被西班牙以0比1擊敗。
科士打獲英格蘭選入14年世界杯最後23人的參賽名單，並於對陣厄瓜多爾的賽前熱身賽上陣戰和2比2。隨着英格蘭未能晉級16強，他在分組賽最後一輪對陣哥斯達黎加踢滿90分鐘，並在美景市以0比0完封對手。

## YouTube
2020年科士打在英國疫情封城期間開創了一條受認證頻道，稱為"Ben Foster – The Cycling GK"。主要內容為單車影片及比賽日誌，包括用GoPro從他龍門角度拍下的比賽錄像；他偶爾也會穿上固定在胸前的Insta360 以提供第一身視覺。截至2023年4月，該頻道已累積1百43萬訂閱人數及超過1億3千8百萬觀看量。他亦擁有一條與Tom Ochoa共同主持的播客稱作"Fozcast – The Ben Foster Podcast"。科士打也上傳一些高爾夫內容稱作"The Golfing GK"，並於22-23年英超賽季開始在頻道主持一個稱作"The Football Fill-In"的辯論節目。

## 個人生活
科士打少時就讀位於華威郡利明頓溫泉鎮的北利明頓公校。
科士打現與妻子及兩位小孩居於華威郡亨利因亞登內一幅30英畝農地內有份親手設計的房子。他亦是一位單車狂迷。
2021年4月，科士打被抓到在M40行駛時超速達99 mph（159 km/h）。他其後於22年3月承認控罪，獲罰款2250鎊並吊銷半年牌照。

## 榮譽

### 球會
域斯咸
- LDV盃（1）：2004/05；
- 英格蘭足球全國聯賽（1）：2022/23[49]

沃特福德
- 冠軍聯賽附加賽（1）：2005/06；

曼聯
- 聯賽盃（2）：2008/09、2009/10；

伯明翰
- 聯賽盃（1）：2010/11；

### 個人
- 英格蘭聯賽盃決賽最佳球員：2008/09、2010/11；